# عبدالعزیز الجنوبی
عبدالعزیز جنوبی (عربی: عبد العزيز الجنوبي)؛ زادهٔ ۲۰ ژوئیهٔ ۱۹۷۴ یک بازیکن فوتبال اهل عربستان سعودی است.
وی همچنین در تیم ملی فوتبال عربستان سعودی بازی کرده‌است.